# Meeuwen Korfbal Vereniging
Meeuwen Korfbal Vereniging is een Belgische korfbalclub uit Deurne.

## Geschiedenis
De club werd opgericht in 1928 onder de naam Matteotties en sloot zich aan bij de Socialistische Korfbalbond. Op 31 oktober 1931 maakte de vereniging de overstap naar de Belgische Korfbalbond en nam de naam Arbeiders aan met stamnummer 19. Alzo trad de eerste ploeg aan in de tweede klasse tijdens de competitie van 1932 - '33 en maakte een opmerkelijke start door reeds na een seizoen te promoveren.
De club kende haar hoogdagen eind jaren 30 met verschillende landstitels tot gevolg. Tijdens het begin van de Tweede Wereldoorlog, werd de clubnaam omgedoopt naar Meeuwen KV. Ook tijdens de bezetting en na de oorlog stapelde de club de successen op en domineerde ze de competitie. 
De belangrijkste tegenpartij uit deze periode was KKC Voorwaarts uit Edegem. Voor duels tussen beide teams werd destijds de ganse competitie stilgelegd. De laatste landstitel werd binnengehaald in 1969. Wel werd nog tweemaal gestunt in de Beker van België in de jaren 80.

## Palmares
| Aantal | Titel                    | Editie                                                                         |
| ------ | ------------------------ | ------------------------------------------------------------------------------ |
| 13x    | Landskampioen (veld)     | 1938, 1939, 1943, 1944, 1946, 1947, 1948, 1950, 1952, 1953, 1961, 1964 en 1969 |
| 2x     | Winnaar Beker van België | 1982 en 1989                                                                   |

## Bekende (ex-)spelers
- Nicole Lenaerts
- Zahra Verhoeven